# Milano–San Remo 1918
Milano–San Remo 1918 a fost cea de a unsprezecea ediție a cursei Milano–San Remo, o cursă ciclistă clasică de o zi, organizată la 14 aprilie 1918. Cursa a fost câștigată de italianul Costante Girardengo.

## Rezultate
| Clasament general final \| Loc \| Ciclist \| Timp \| \| --- \| ------------------------- \| ------------ \| \| 1 \| Costante Girardengo (ITA) \| 11h 48' 00" \| \| 2 \| Gaetano Belloni (ITA) \| + 13' 00" \| \| 3 \| Ugo Agostoni (ITA) \| + 59' 00" \| \| 4 \| Ezio Corlaita (ITA) \| + 1h 37' 00" \| \| 5 \| Costante Costa (ITA) \| + 1h 37' 00" \| \| 6 \| Carlo Giacchino (ITA) \| + 2h 52' 00" \| \| 7 \| Luigi Vertemati (ITA) \| + 4h 02' 00" \| |                           |              |
| Loc | Ciclist                   | Timp         |
| 1 | Costante Girardengo (ITA) | 11h 48' 00"  |
| 2 | Gaetano Belloni (ITA)     | + 13' 00"    |
| 3 | Ugo Agostoni (ITA)        | + 59' 00"    |
| 4 | Ezio Corlaita (ITA)       | + 1h 37' 00" |
| 5 | Costante Costa (ITA)      | + 1h 37' 00" |
| 6 | Carlo Giacchino (ITA)     | + 2h 52' 00" |
| 7 | Luigi Vertemati (ITA)     | + 4h 02' 00" |

## Legături externe
- Site web oficial